# Liste der Kulturdenkmale in Pfullendorf
In der Liste der Kulturdenkmale in Pfullendorf sind Bau- und Kunstdenkmale der Stadt Pfullendorf, die im Verzeichnis der unbeweglichen Bau- und Kunstdenkmale und der zu prüfenden Objekte des Landesamts für Denkmalpflege Baden-Württemberg verzeichnet sind. Dieses Verzeichnis ist nicht öffentlich und kann nur bei „berechtigtem Interesse“ eingesehen werden. Die folgende Liste ist daher nicht vollständig.

## Legende
- Bild: Zeigt ein ausgewähltes Bild aus Commons, „Weitere Bilder“ verweist auf die Bilder im Medienarchiv Wikimedia Commons.
- Bezeichnung: Nennt den Namen, die Bezeichnung oder die Art des Kulturdenkmals.
- Lage: Straßenname und Hausnummer oder Flurstücknummer des Kulturdenkmals, gegebenenfalls auch den Ortsteil. Die Grundsortierung der Liste erfolgt nach dieser Adresse. Der Link (Karte) führt zu verschiedenen Kartendiensten mit der Position des Kulturdenkmals. Fehlt dieser Link, wurden die Koordinaten noch nicht eingetragen. Sind diese bekannt, können sie über ein Tool mit einer Kartenansicht einfach nachgetragen werden. In dieser Kartenansicht sind Kulturdenkmale ohne Koordinaten mit einem roten bzw. orangen Marker dargestellt und können durch Verschieben auf die richtige Position in der Karte mit Koordinaten versehen werden. Kulturdenkmale ohne Bild sind an einem blauen bzw. roten Marker erkennbar.
- Datierung: Baubeginn, Fertigstellung, Datum der Erstnennung oder grobe zeitliche Einordnung entsprechend des Eintrags in der zuständigen Denkmaldatenbank (Landesamt für Denkmalpflege Baden-Württemberg).
- Beschreibung: Kurzcharakteristik des Kulturdenkmals.

## Kernstadt

### Sachgesamtheit Stadtbefestigung
| Bild           | Bezeichnung                           | Lage | Datierung | Beschreibung | ID |
| -------------- | ------------------------------------- | --- | --------- | --- | -- |
|                | Stadtmauer                            | Uttengasse 1 + 3 (Karte) |           | Die 1,60 bis 1,65 m starke Mauer verläuft radial um die historische Altstadt. Der Radius ist bei Uttengasse 1 enger und weitet sich bei Uttengasse 3 stark. Es bestehen Anhaltspunkte für eine horizontale Baunaht, d.h. eine nachträgliche Erhöhung der Mauer. Die mittelalterliche Stadtmauer ist bis zu einer Höhe von ca. 4 Meter erhalten. Die Fugen sind stark ausgewaschen. Auf der Stadtseite ist die innere Mauerwerksschale in großen Bereichen für angebaute Wohnhäuser des 18.-20. Jahrhunderts ausgebrochen und für Fenster- und Türöffnungen durchbrochen. Das Gebäude Uttengasse 1 wurde 2010 abgebrochen. Seitdem steht die Mauer auf beiden Parzellen frei. | BW |
|                | Stadtbefestigung, nördlicher Mauerzug | Bahnhofstraße 3, Hauptstraße 40, Pfleghofgraben 2, Am Schützenbühl, Museumsgasse 1, 2, 4, Pfarrhofgasse 1, 3, 9, 13, 19, 21 (Karte) |           | Stadtbefestigung mit sämtlichen sichtbaren und in die Bebauung integrierten Mauern sowie Grabenbereichen Geschützt nach § 12 DSchG | BW |
|                | Stadtbefestigung, östlicher Mauerzug  | Alte Postgasse 1, 1/1, An der Mauer 1, 5, Heiligenberger Straße 20, 21 (Karte)                                                      |           | Stadtbefestigung mit sämtlichen sichtbaren und in die Bebauung integrierten Mauern sowie Grabenbereichen Geschützt nach § 12 DSchG | BW |
|                | Stadtbefestigung, südlicher Mauerzug  | Seelhofgasse 1, Winkelgasse 7, 9, 11 (Karte)                                                                                        |           | Stadtbefestigung mit sämtlichen sichtbaren und in die Bebauung integrierten Mauern sowie Grabenbereichen Geschützt nach § 12 DSchG | BW |
|                | Stadtbefestigung, westlicher Mauerzug | Am alten Spital 14, Uttengasse 1, 5, 7, 11, 13, 17, 19, 21, Am Stadtweiher 7, Uttengasse 23, 25, 29, 33 (Karte)                     |           | Stadtbefestigung mit sämtlichen sichtbaren und in die Bebauung integrierten Mauern sowie Grabenbereichen Geschützt nach § 12 DSchG | BW |
| Weitere Bilder | Obertor: Obertor                      | Am oberen Tor 1 (Karte) |           | [ 6 ] [ 7 ] |    |
| Weitere Bilder | Obertor: Torturm                      | Am oberen Tor 1 (Karte) |           | [ 8 ] [ 9 ] |    |
| Weitere Bilder | Obertor: Vortor                       | Am oberen Tor 1 (Karte) |           | mit Kreuzigungsrelief, bezeichnet 1505 |    |
| Weitere Bilder | Obertor: Wohnungsanbau                | Am oberen Tor 2 (Karte) |           | [ 10 ] [ 11 ] |    |
|                | Pulverturm                            | Pflegehofgraben 2 (Karte) |           | [ 12 ] | BW |
|                | Spitalturm                            | An der Mauer 1 (Karte) |           | | BW |

### Einzeldenkmale und Sachgesamtheiten
| Bild           | Bezeichnung                                                                      | Lage                                 | Datierung | Beschreibung | ID |
| -------------- | -------------------------------------------------------------------------------- | ------------------------------------ | --------- | --- | -- |
| Weitere Bilder | Ehemaliger Salmannsweiler Hof, ab 1848 Spital, seit 1968 Altersheim              | Alte Postgasse 1 (Karte)             | 1504      | ehemaliges Ökonomiegebäude des Salmannsweiler Hofs, heute Altenwohnungen, viergeschossig, verputzt, 1842–45 unter Einbeziehung älterer Teile mit Dreikönigskapelle, 1504 Geschützt nach § 28 DSchG |    |
| Weitere Bilder | Ehemaliger Salmannsweiler Hof, sogenanntes Steinhaus                             | Alte Postgasse 1/1 (Karte)           |           | ehemaligem Wohngebäude des Salmannsweiler Hofs, Massivbau, dreigeschossig, verputzt, mit Treppengiebel, 1510/11, von den Äbten des Zisterzienserklosters Salem Johannes II Scharpfer und Jodok Necker Geschützt nach §§ 2 (Sachgesamtheit) DSchG                                                                                        |    |
|                | Ehemaliger Salmannsweiler Hof, ehemaliger Schreinerei                            | An der Mauer 1 (Karte)               |           | eingeschossig, verputzt, Mitte 19. Jahrhundert Geschützt nach §§ 2 (Sachgesamtheit) DSchG | BW |
| Weitere Bilder | Ehemaliger Salmannsweiler Hof, ehemaliges Backhaus                               | An der Mauer 1 (Karte)               |           | eingeschossig, verputzt, um 1900 Geschützt nach §§ 2 (Sachgesamtheit) DSchG |    |
|                | Ehemaliger Salmannsweiler Hof, Ummauerung                                        | An der Mauer 1 (Karte)               |           | Geschützt nach §§ 2 (Sachgesamtheit) DSchG | BW |
|                | Ehemaliger Salmannsweiler Hof, Spitalgarten                                      | An der Mauer 1 (Karte)               |           | Geschützt nach §§ 2 (Sachgesamtheit) DSchG | BW |
| Weitere Bilder |                                                                                  | Alte Postgasse 8 (Karte)             |           | |    |
|                |                                                                                  | Alte Postgasse 9 (Karte)             |           | | BW |
| Weitere Bilder |                                                                                  | Alte Postgasse 15 (Karte)            |           | |    |
|                |                                                                                  | Alte Postgasse 17 (Karte)            |           | | BW |
|                |                                                                                  | Am alten Spital 1 (Karte)            |           | | BW |
| Weitere Bilder |                                                                                  | Am alten Spital 2 (Karte)            |           | |    |
| Weitere Bilder |                                                                                  | Am alten Spital 4 (Karte)            |           | |    |
| Weitere Bilder |                                                                                  | Am alten Spital 8 (Karte)            |           | |    |
| Weitere Bilder |                                                                                  | Am alten Spital 13 (Karte)           |           | |    |
|                |                                                                                  | Am alten Spital 14 (Karte)           |           | | BW |
|                |                                                                                  | An der Mauer 4 (Karte)               |           | | BW |
|                |                                                                                  | Andreas-Rogg-Gasse 1 (Karte)         |           | | BW |
| Weitere Bilder | Hechtbrunnen                                                                     | Flurstück 28 (Karte)                 |           | |    |
|                | Bahnhofempfangsgebäude                                                           | Franz-Xaver-Heilig-Straße 2 (Karte)  | 1926      | eingeschossig, verputzt, Mittelrisalit, Walmdach | BW |
| Weitere Bilder | Friedhofkapelle St. Leonhard                                                     | Friedhofstraße 8 (Karte)             |           | massiv, 1401, mit Vorhalle, Fachwerk, bezeichnet 1555, und Dachreiter Geschützt nach § 28 DSchG |    |
| Weitere Bilder | Friedhoferweiterung                                                              | Friedhofstraße 8 (Karte)             |           | Anfang 20. Jahrhundert, mit Friedhofskreuz, Kunststein, Anfang 20. Jahrhundert |    |
| Weitere Bilder | Friedhofsummauerung                                                              | Friedhofstraße 8 (Karte)             |           | mit Grabdenkmalen, 16. Jahrhundert |    |
| Weitere Bilder |                                                                                  | Garnmarktgasse 4 (Karte)             |           | |    |
| Weitere Bilder | Wohn- und Geschäftshaus                                                          | Hauptstraße 2 (Karte)                |           | [ 23 ] |    |
|                |                                                                                  | Hauptstraße 5 (Karte)                |           | |    |
|                |                                                                                  | Hauptstraße 6 (Karte)                |           | | BW |
|                |                                                                                  | Hauptstraße 7 (Karte)                |           | |    |
|                |                                                                                  | Hauptstraße 9 (Karte)                |           | |    |
|                |                                                                                  | Hauptstraße 12 (Karte)               |           | |    |
|                |                                                                                  | Hauptstraße 13 (Karte)               |           | |    |
| Weitere Bilder |                                                                                  | Hauptstraße 14 (Karte)               |           | |    |
|                |                                                                                  | Hauptstraße 16 (Karte)               |           | |    |
|                | Gasthaus Krone                                                                   | Hauptstraße 18 (Karte)               |           | [ 24 ] |    |
| Weitere Bilder | Wohn- und Geschäftshaus                                                          | Hauptstraße 19 (Karte)               |           | [ 25 ] |    |
|                |                                                                                  | Hauptstraße 21 (Karte)               |           | |    |
|                |                                                                                  | Hauptstraße 22 (Karte)               |           | |    |
|                |                                                                                  | Hauptstraße 23 (Karte)               |           | |    |
|                |                                                                                  | Hauptstraße 24 (Karte)               |           | |    |
|                |                                                                                  | Hauptstraße 29 (Karte)               |           | |    |
|                |                                                                                  | Hauptstraße 41 (Karte)               |           | | BW |
| Weitere Bilder | Rathaus                                                                          | Kirchplatz 1, Hauptstraße 26 (Karte) |           | |    |
|                | Stadtkirche St. Jakob                                                            | Kirchplatz 2 (Karte)                 |           | [ 26 ] | BW |
|                | Ehemaliges Dominikanerinnerkloster Maria zu den Engeln, heute Verwaltungsgebäude | Kirchplatz 3 (Karte)                 |           | südlicher Teil: viergeschossig auf geschoßhohem Sockel, weitgehend verputzt, Zierfachwerk im Giebel, 16.-18. Jahrhundert, bezeichnet 1596 und 1686 Geschützt nach §§ 28 (12) DSchG |    |
|                | Ehemaliges Dominikanerinnerkloster Maria zu den Engeln, heute Verwaltungsgebäude | Kirchplatz 3 (Karte)                 |           | südlicher Mitteltrakt: viergeschossig auf geschoßhohem Sockel, verputzt, Walmdach, 16.-18. Jahrhundert Geschützt nach §§ 28 (12) DSchG | BW |
| Weitere Bilder | Ehemaliges Dominikanerinnerkloster Maria zu den Engeln, heute Verwaltungsgebäude | Kirchplatz 5 (Karte)                 |           | nördlicher Mitteltrakt, sechsgeschossig, verputzt, Walmdach, 1729/31 Geschützt nach §§ 28 (12) DSchG |    |
|                | Ehemaliges Dominikanerinnerkloster Maria zu den Engeln, heute Verwaltungsgebäude | Hauptstraße 30 (Karte)               |           | nördlicher Gebäudeteil: viergeschossig, verputzt, mit Mansarddach, im Kern Ende 17. Jahrhundert, Aufstockung Mitte 18. Jahrhundert, bezeichnet 1721 und 1729 Geschützt nach §§ 28 (12) DSchG |    |
|                | Ehemaliges Franziskanerinnenkloster (bis 1802), mehrteiliger Gebäudekomplex      | Kirchplatz 7 (Karte)                 |           | Westtrakt: dreigeschossig auf geschoßhohem Sockel, verputzt, 1715 Geschützt nach §§ 28 (12) DSchG | BW |
|                | Ehemaliges Franziskanerinnenkloster (bis 1802), mehrteiliger Gebäudekomplex      | Kirchplatz 9 (Karte)                 |           | Südtrakt: zweigeschossig, verputzt, einseitiger Krüppelwalm, 16./17. Jahrhundert Geschützt nach §§ 28 (12) DSchG | BW |
|                | Ehemaliges Franziskanerinnenkloster (bis 1802), mehrteiliger Gebäudekomplex      | Pfleghofgraben 1, 1/1 (Karte)        |           | Nordosttrakt: zweigeschossig, verputzt, 1737–1740 Geschützt nach §§ 28 (12) DSchG | BW |
|                | Ehemaliges Franziskanerinnenkloster (bis 1802), mehrteiliger Gebäudekomplex      | Flurstücke 44/1, 48 (Karte)          |           | Garten und Ummauerung Geschützt nach §§ 28 (12) DSchG | BW |
|                | Ehemals Messnerhaus                                                              | Kirchplatz 11 (Karte)                |           | [ 36 ] |    |
| Weitere Bilder | Ehemaliges Stadtkassengebäude, heute Stadtverwaltung                             | Kirchplatz 13 (Karte)                |           | dreigeschossig, verputzt, mit Stufengiebeln, bezeichnet 1893 |    |
|                | Ehemaliges Amtsgericht (bis 1936), heute Polizeigebäude                          | Martin-Schneller-Straße 5, 7 (Karte) |           | zweigeschossig auf geschoßhohem Sockel, massiv, mit Eckrisaliten, 1893/94 von Karl Engelhorn, Leiter der großherzoglichen Bezirksbauinspektion Konstanz |    |
|                | Ehemaliges Gefängnis                                                             | Martin-Schneller-Straße 9 (Karte)    |           | [ 40 ] |    |
|                | Einfriedung                                                                      | Martin-Schneller-Straße 9 (Karte)    |           | [ 41 ] |    |
|                | Evangelische Kirche                                                              | Melanchthonweg 4 (Karte)             |           | Saalkirche mit Ostturm, massiv, verputzt, 1910, 1957 erweitert | BW |
|                | Katholische Wallfahrtskirche Maria Schray                                        | Mengener Straße 4 (Karte)            |           | [ 43 ] | BW |
| Weitere Bilder | Zunfthaus                                                                        | Metzgergasse 2 (Karte)               |           | [ 44 ] |    |
|                | Wohnhaus                                                                         | Metzgergasse 3 (Karte)               |           | [ 45 ] | BW |
| Weitere Bilder | Sogenanntes Bindhaus, Heimat- und Handwerksmuseum                                | Metzgergasse 10 (Karte)              |           | |    |
| Weitere Bilder | Haus Schober                                                                     | Museumsgasse 1 (Karte)               |           | Altes Haus, ehemaliger Adelssitz, heute Wohnhaus, zweigeschossiger Fachwerkbau, mit Krüppelwalmdach, 1357 auf älteren Grundmauern, diese bezeichnet 1317 Geschützt nach §§ 28 (12) DSchG | BW |
|                |                                                                                  | Museumsgasse 2 (Karte)               |           | [ 48 ] |    |
|                | Scheune                                                                          | Museumsgasse 4 (Karte)               |           | | BW |
| Weitere Bilder | Pfarrhof - Pfarrhaus                                                             | Pfarrhofgasse 1 (Karte)              |           | [ 49 ] |    |
|                | Pfarrhof - Einfriedung                                                           | Pfarrhofgasse 1 (Karte)              |           | | BW |
| Weitere Bilder | Sogenannte Steinscheuer                                                          | Pfarrhofgasse 5 (Karte)              |           | ehemalige Spitalsche Zehntscheune, heute Stadtbücherei, zweigeschossiger Massivbau, mit Stufengiebeln, bezeichnet 1515 |    |
|                |                                                                                  | Pfarrhofgasse 9 (Karte)              |           | |    |
|                |                                                                                  | Pfarrhofgasse 13 (Karte)             |           | |    |
|                | Sogenanntes Gremlichhaus                                                         | Pfarrhofgasse 21 (Karte)             |           | ehemaliges Haus der Herren von Gremlich, später der Schellenberger, 19. Jahrhundert - Mitte 20. Jahrhundert Gasthof Zum Löwen, anschließend Altersheim, heute Schulhaus, dreigeschossiges Gebäude, massiv, verputzt, Walmdach, im Kern 14./15. Jahrhundert, bezeichnet 1435, vergrößert und barockisiert 1730 Geschützt nach § 28 DSchG |    |
|                | Königsbronner Pfleghof                                                           | Pfleghofgraben 2 (Karte)             |           | [ 53 ] | BW |
|                |                                                                                  | Pfleghofgraben 3 (Karte)             |           | |    |
| Weitere Bilder | Fachwerkgebäude                                                                  | Roßmarktgasse 2 (Karte)              |           | [ 54 ] |    |
|                |                                                                                  | Roßmarktgasse 4 (Karte)              |           | | BW |
|                | Nebengebäude                                                                     | Roßmarktgasse 4 (Karte)              |           | | BW |
| Weitere Bilder |                                                                                  | Roßmarktgasse 5 (Karte)              |           | |    |
|                |                                                                                  | Roßmarktgasse 7 (Karte)              |           | | BW |
|                |                                                                                  | Roßmarktgasse 8 (Karte)              |           | | BW |
|                |                                                                                  | Roßmarktgasse 9 (Karte)              |           | | BW |
|                | Fachwerkhaus                                                                     | Roßmarktgasse 11 (Karte)             |           | [ 55 ] | BW |
|                | Fachwerkhaus                                                                     | Roßmarktgasse 19 (Karte)             |           | [ 56 ] | BW |
|                |                                                                                  | Salzgasse 3 (Karte)                  |           | |    |
|                |                                                                                  | Salzgasse Flurstück 216 (Karte)      |           | | BW |
|                | Wegkapelle                                                                       | Schächergasse 11 (Karte)             |           | massiv, mit Ölbergdarstellung, Ende 19. Jahrhundert | BW |
|                |                                                                                  | Schneiderweg 1 (Karte)               |           | | BW |
|                |                                                                                  | Webergasse 1 (Karte)                 |           | | BW |

## Stadtteile
| Bild           | Bezeichnung                                | Lage                                          | Datierung | Beschreibung | ID |
| -------------- | ------------------------------------------ | --------------------------------------------- | --------- | --- | -- |
|                | Friedhof mit Ummauerung und Kapelle        | Aach-Linz, Ennerbach 25/1 (Karte)             |           | [ 58 ] | BW |
| Weitere Bilder | Katholische Pfarrkirche St. Martin         | Aach-Linz, Sankt Martinsplatz 7 (Karte)       |           | Saalkirche mit eingezogenem Chor und polygonalem Chorabschloß sowie Westturm, massiv, verputzt, Ende 16. Jahrhundert, erweitert 1754, Innengestaltung überwiegend 1922 |    |
|                | Kapelle St. Georg                          | Brunnhausen, Brunnhausen 4 (Karte)            |           | [ 61 ] | BW |
|                | Pfarrhaus                                  | Denkingen, Linzgaustraße 25 (Karte)           |           | zweigeschossig, verputzt, Walmdach, bezeichnet 1824 | BW |
|                | Pfarrscheune                               | Denkingen, Linzgaustraße 25 (Karte)           |           | [ 63 ] | BW |
|                | Katholische Kirche St. Johannes            | Denkingen, Linzgaustraße 27 (Karte)           |           | Saalkirche mit polygonalem Chorabschluss und Chorflankenturm, im Kern gotisch, 1978 vergrößert                                                                         | BW |
|                | Katholische Kapelle St. Martin             | Großstadelhofen, St. Martin-Straße 12 (Karte) |           | [ 65 ] | BW |
|                | Kapelle St. Antonius von Padua             | Langgassen, Langgassen 1 (Karte)              |           | Massivbau, verputzt, mit Dachreiter, 1789 | BW |
|                | Tafelbild in der Kapelle St. Maria         | Mottschiess, Schwäblishauser Straße 7 (Karte) |           | Rosenkranzmadonna, Holz, 1. Hälfte 17. Jahrhundert | BW |
|                | Skulptur in der Kapelle St. Maria          | Mottschiess, Schwäblishauser Straße 7 (Karte) |           | Madonna mit Kind, Holz, um 1500 | BW |
|                | Bahnhof Burgweiler                         | Ostrach, Am Kreuzberg 16, 17 (Karte)          |           | An der 1875 eröffneten, württembergischen Strecke Pfullendorf - Altshausen, bestehend aus ehemaligem Bahnhofstationsgebäude und zwei Nebengebäude                      | BW |
|                | Katholische Pfarrkirche St. Fidelis        | Otterswang, Schmiedebühlstraße 8 (Karte)      |           | [ 70 ] | BW |
|                | Kapelle St. Rochus und Sebastian           | Reute, Reute 6 (Karte)                        |           | Massivbau, verputzt, 1615 | BW |
|                | Kapelle St. Georgius                       | Straß, Straß 8 (Karte)                        |           | Massivbau, verputzt, mit Dachreiter, bezeichnet 1698 | BW |
|                | Kapelle St. Florian                        | Wattenreute, Wattenreute 10 (Karte)           |           | Massivbau, verputzt, mit Dachreiter, bezeichnet 1718 | BW |
|                | Katholische Pfarrkirche St. Peter und Paul | Zell am Andelsbach, Ortsstraße 9 (Karte)      |           | Saalkirche, massiv, verputzt, mit Chorturm und Querschiff mit Treppengiebel, im Kern mittelalterlich, 1880/83 vergrößert                                               | BW |